# Eiji Shirai
Eiji Shirai (白井 永地 Shirai Eiji?, Chiba, 26 de septiembre de 1995) es un futbolista japonés que juega como centrocampista en el Albirex Niigata.

## Trayectoria

### Clubes
| Club             | País  | Año       |
| ---------------- | ----- | --------- |
| Mito HollyHock   | Japón | 2014-2019 |
| Fagiano Okayama  | Japón | 2020-2021 |
| Tokushima Vortis | Japón | 2022-2023 |
| Kashiwa Reysol   | Japón | 2024-2025 |
| Albirex Niigata  | Japón | 2025-     |